# Comuna de Głubczyce
Głubczyce (polaco: Gmina Głubczyce) é uma gminy (comuna) na Polónia, na voivodia de Opole e no condado de Głubczycki. A sede do condado é a cidade de Głubczyce.
De acordo com os censos de 2004, a comuna tem 24 428 habitantes, com uma densidade 83 hab/km².

## Área
Estende-se por uma área de 294,33 km², incluindo:
- área agricola: 80%
- área florestal: 11%

## Demografia
Dados de 30 de Junho 2004:
|                      | Total   | Total | Mulheres | Mulheres | Homens  | Homens |
| -------------------- | ------- | ----- | -------- | -------- | ------- | ------ |
|                      | pessoas | %     | pessoas  | %        | pessoas | %      |
| População            | 24428   | 100   | 12523    | 51,3     | 11905   | 48,7   |
| Densidade (pop./km²) | 83      | 100   | 42,5     | 42,5     | 40,4    | 40,4   |

De acordo com dados de 2002, o rendimento médio per capita ascendia a 1277,9 zł.

## Comunas vizinhas
- Baborów, Branice, Kietrz, Głogówek, Pawłowiczki